# Dryadites
Dryadites es un género de coleóptero de la familia Endomychidae.

## Especies
Las especies de este género son:
- Dryadites borneensis Frivaldszky, 1883
- Dryadites concolor (Arrow, 1937)
- Dryadites grandis (Pic, 1930)
- Dryadites latipennis Arrow, 1920
- Dryadites purpureus Arrow, 1920
- Dryadites rudepunctatus (Gorham, 1897)
- Dryadites violaceus Tomaszewska, 2003
- Dryadites vitalisi Arrow, 1920